# Oreste Plath

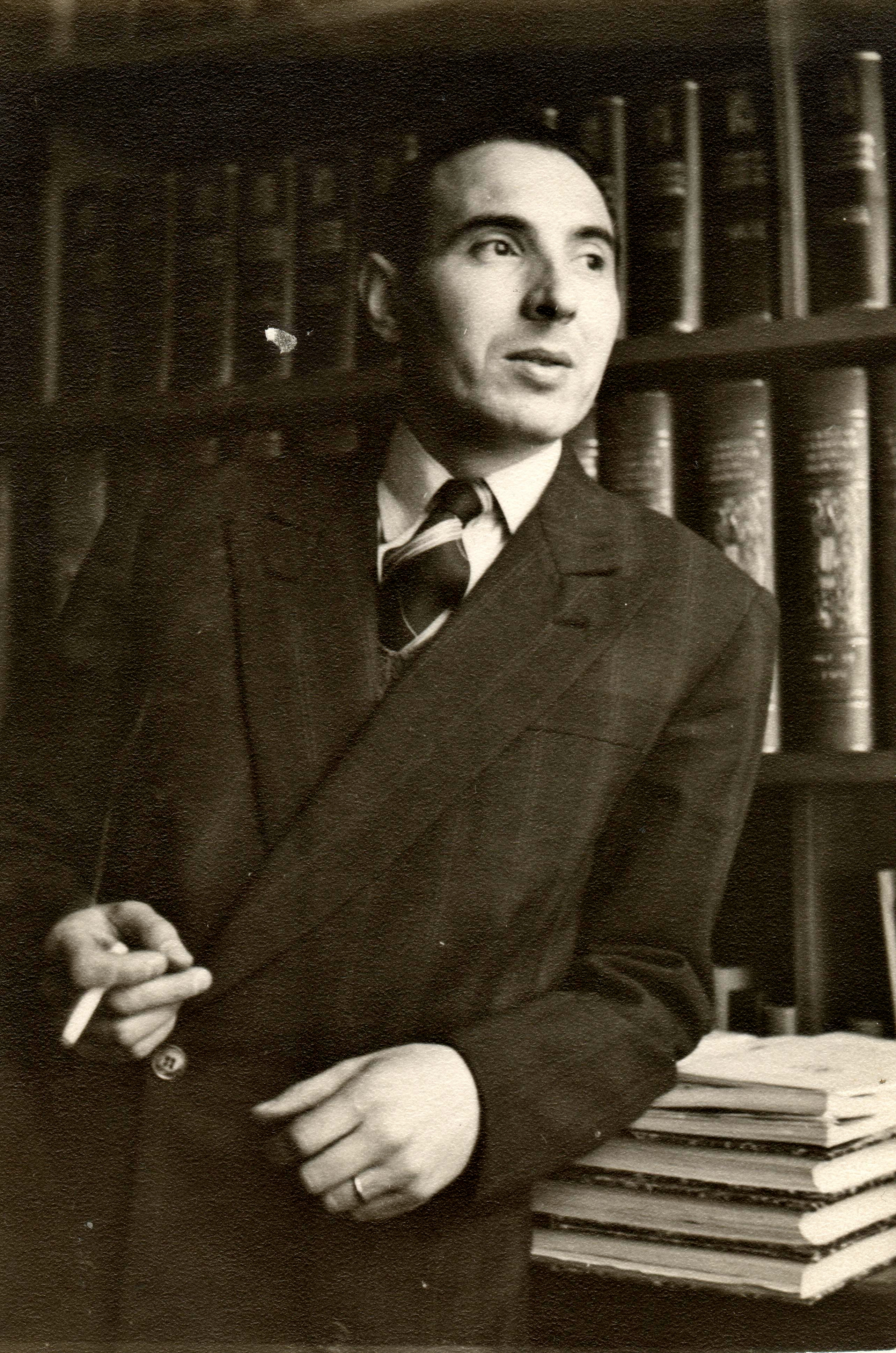
Plath en 1945

César Octavio Müller Leiva, conocido por su seudónimo Oreste Plath (Recoleta, 13 de agosto de 1907-Santiago, 24 de julio de 1996), fue un escritor y folclorólogo chileno. Fue uno de los principales recopiladores del folclore y las tradiciones de Chile.

## Biografía
Hijo de Jermán Muller y Haydée Leiva, nació en Santiago. Desde niño acompañó a su padre por diversos viajes por Sudamérica, lo que despertó su interés por aprender sobre cultura y las historia de los pueblos.
En su juventud trabajó como editor de la Revista Nautilius de la sociedad de capitanes y oficiales de la marina mercante; esto le permitió recorrer Chile de norte a sur, además de trabajar su faceta de escritor.
En 1938 se casó en Perú con Isabel Nicasi, de nacionalidad española. Enviudó en 1939.
En 1946 se casó con la periodista, escritora y gestora cultural Pepita Turina, con quien creó el ciclo de conferencias en el Museo Benjamín Vicuña Mackenna, en el que cuarenta y siete escritores presentaron sus ensayos autobiográficos, y que se transformó después en la serie de publicaciones ¿Quién es quién en las letras chilenas? que fueron donados a la Biblioteca Nacional. Ambos tuvieron dos hijos, Carol y Karen.

## Trayectoria
Sus primeras publicaciones fueron de poesía y en colaboración con el escritor Juan Cabrera Pajarito, también conocido como Jacobo Danke; juntos escribieron Poemario (1929). Ese mismo año, fundó la revista Gong de Valparaíso.
Alrededor de 1942 se inclinó por la investigación folclórica, tras obtener una beca para conocer el arte popular boliviano. Posteriormente, continuó sus estudios en Brasil, Argentina, Uruguay y otros países del cono sur. Poseedor de una vasta experiencia obtuvo la cátedra de folclor en la Escuela de Verano de la Universidad de Chile y, más adelante, fue profesor en la Universidad de Concepción y en la Universidad de la Frontera, en Temuco.
En 1943 crea y es vicepresidente de la Asociación Folklórica Chilena. Así fue como la primera sesión se realizó el 3 de febrero del mismo año en dependencias del Museo Histórico Nacional, ubicado entonces en el edificio de la Biblioteca Nacional, en calle Moneda.
En 1946 publicó Baraja de Chile, un libro de recopilación y estudio de frases del lenguaje popular que dio cuenta de un amplio conocimiento del territorio nacional, sus sujetos y la diversidad de sus expresiones.
Su área de investigación estuvo en la identidad chilena: los mitos, las leyendas, la poesía, los pájaros, los mineros, los juegos, el habla, las animitas, la comida, la medicina popular, la arquitectura, los personajes típicos, la vestimenta y las costumbres. Fue muy disciplinado en su labor de recopilación, inventándose una metodología propia, la que aplicaba cada vez que visitaba un nuevo lugar: recorría los restaurantes populares, los mercados, las ferias, los servicios higiénicos de los bares, encuestaba a gente, hasta que de a poco iba entretejiendo «una historia, una leyenda, un estilo; de a poco el pueblo iba entregando sus secretos».[cita requerida]
Publicó más de cuarenta obras, entre libros de investigación, folletos y artículos. Las más consultadas han sido: Folklore chileno, Geografía del mito y la leyenda chilenos y El Santiago que se fue. Además, colaboró en importantes revistas de circulación nacional, entre ellas En Viaje, donde publicó su Geografía religiosa de Chile.
En 1982 fue elegido Miembro de Número de la Academia Chilena de la Lengua, sucediendo a Pedro Lira Urquieta.

## Obras
Dentro de sus obras están:
- Poemario, en colaboración con Jacobo Danke (1929)
- Grafismo animalista en el hablar del pueblo chileno (1941)
- Poetas y poesía de Chile (1941)
- Museos y aspectos del folklore en el Brasil (1945)
- Baraja de Chile (1946)[9]
- Juegos y diversiones de los chilenos (1946)
- Luciérnaga: versos de poetas chilenos seleccionados para los niños (1946)
- Folklore chileno. Aspectos populares infantiles (1946)
- Fraseología folklórica chilena en la anatomía y patología del individuo (1950)
- Santuario y tradición de Andacollo (1951)
- Chile, país del agua (1955)
- Nuestro folklore, los insectos y otros artrópodos portadores de enfermedades (1956)
- Tuberculosis, historia y folklore médico (1960)
- Folklore chileno (1962)[6]
- La alimentación y los alimentos chilenos en la paremiología (1962)
- Folklore alimentario (1966)
- Folklore religioso chileno (1966)
- Chiloé guía cultural y turística (1970)
- Folklore y arte popular de Pica y Matilla (1970)
- Aportes folklóricos sobre el tejido a telar en Chile (1970)
- Arte popular y artesanías de Chile (1972)
- Arte tradicional de Chiloé (1973)
- Geografía del mito y la leyenda chilenos (1973)[7]
- Lenguaje de los pájaros chilenos: Avifauna folklórica (1976)
- Folklore médico chileno: Antropología y salud (1981)
- Folklore lingüístico chileno (1981)
- Aproximación histórica-folklórica de los juegos en Chile (1986)
- Folklore del carbón (1991)
- L’animita hagiografía folklórica (1993)
- Tradición de Ñuble (1993)
- Olografías: Libro para ver y creer (1994)
- Alberto Rojas Jiménez, se paseaba por el alba (1994)
- El Santiago que se fue: Apuntes de la memoria (1997, póstumo)

## Legado
Tras su fallecimiento en 1996, fue creada la fundación Oreste Plath. Ese mismo año, la sala Bibliografía de la Biblioteca Nacional fue bautizada con su nombre.
Cada 13 de agosto, fecha de su natalicio, se celebra el Día Nacional del Juego de Mesa en Chile como una forma de reconocer su aporte al rescate de los juegos tradicionales.